# وای کامبینیتر
وای کامبینِیْتِر ال‌ال‌سی (انگلیسی: Y Combinator LLC) یک شتاب‌دهنده استارتاپ و شرکت سرمایه‌گذاری خطرپذیر آمریکایی است که در مارس ۲۰۰۵ تأسیس شد. این شرکت تاکنون بیش از ۴۰۰۰ شرکت را راه‌اندازی کرده است. شتاب‌دهنده وای‌سی کار خود را در بوستون و مانتین ویو آغاز کرد، سپس در سال ۲۰۱۹ به سان‌فرانسیسکو گسترش یافت و در دوران همه‌گیری کووید ۱۹ به‌طور کامل آنلاین شد. برخی از شرکت‌های معروفی که از طریق وای‌سی راه‌اندازی شده‌اند شامل ایربی‌ان‌بی، کوین‌بیس، کروز، دوردش، دراپ‌باکس، اینستاکارت، ردیت، استرایپ، اسکیل ای‌آی، دیل، هلیون انرژی، و توییچ هستند.

## تحقیق و پژوهش
در اکتبر ۲۰۱۵، وای کامبینیتر بخش وای‌سی ریسرچ را برای تأمین مالی تحقیقات بنیادی بلندمدت راه‌اندازی کرد. سام آلتمن مبلغ ۱۰ میلیون دلار به این بخش اهدا کرد. پژوهشگران به‌عنوان کارمندان تمام‌وقت استخدام می‌شدند و می‌توانستند سهام وای کامبینیتر را دریافت کنند.
نخستین پروژه وای‌سی ریسرچ، اوپن‌ای‌آی بود. در ژانویه ۲۰۱۶، مطالعه‌ای دربارهٔ درآمد پایه نیز به‌عنوان دومین پروژه این بخش اعلام شد. از دیگر پروژه‌های آن، تحقیق دربارهٔ شهرهای جدید بود.
در سال ۲۰۱۶، پروژه جامعه پژوهشی پیشرفت بشر (HARC) با هدف «اطمینان از این که خرد انسان فراتر از قدرت او باشد» راه‌اندازی شد. این پروژه از گفت‌وگویی بین سام آلتمن و الن کی الهام گرفته بود. فعالیت‌های آن شامل مدل‌سازی، شبیه‌سازی، آموزش نرم‌افزار و توسعه زبان‌های برنامه‌نویسی بود. از اعضای برجسته این پروژه می‌توان به آلن کی، دن اینگالز، برت ویکتور، وی هارت و پاتریک اسکاگلیا اشاره کرد. HARC در سال ۲۰۱۷ تعطیل شد.
مایکل نیلسن، فیزیکدان کوانتومی استرالیایی، از سال ۲۰۱۶ تا ۲۰۱۹ به‌عنوان پژوهشگر در وای‌سی ریسرچ فعالیت داشت.
در سال ۲۰۲۰، وای‌سی ریسرچ از وای کامبینیتر جدا شد و با نام اوپن ریسرچ به فعالیت خود ادامه داد.